# Resultados do Carnaval de Porto Alegre em 2019
Os resultados do Carnaval de Porto Alegre em 2019, foram divulgados no dia 17 de março no Complexo Cultural do Porto Seco. A campeã foi a Imperadores do Samba apresentando o enredo: Imperador – 60 anos. O Eterno Brilho de Um Diamante Negro.

## Série Ouro
| Colocação | Escola                     | Enredo | Pontos | Desempate    | Ref.  |
| --------- | -------------------------- | --- | ------ | ------------ | ----- |
| 1º        | Imperadores do Samba       | Imperador – 60 anos. O Eterno Brilho de um Diamante Negro                                                            | 139,8  |              | [ 3 ] |
| 2º        | Estado Maior da Restinga   | Em Terras Tinguerreiras Prevalece a Verdade, Quem foi Rei Nunca Perde a Majestade                                    | 139,4  |              | [ 3 ] |
| 3º        | Império da Zona Norte      | Império em Devoção Exalta São João!                                                                                  | 139,2  |              | [ 3 ] |
| 4º        | União da Vila do IAPI      | O Voto é Tua Única Arma. Prazer! Sou Alceu de Deus Collares, de Bagé                                                 | 139,1  | Samba-enredo | [ 3 ] |
| 5º        | Imperatriz Dona Leopoldina | Alô Bateria! Chegou a Hora, a Fantasia se faz Realidade, Vamos Exaltar Triunfo, o Berço Nobre do General Farroupilha | 139,1  |              | [ 3 ] |
| 6º        | Bambas da Orgia            | É Tempo de Liberdade! No Centenário de Mandela, Sou Bambas da Orgia, a Águia Altaneira da Igualdade                  | 138,9  |              | [ 3 ] |

## Série Prata
| Colocação | Escola                  | Pontos | Nota                           | Ref.        |
| --------- | ----------------------- | ------ | ------------------------------ | ----------- |
| 1º        | Império do Sol          | 139,9  | Promovida para Série Ouro 2020 | [ 3 ] [ 4 ] |
| 2º        | Unidos de Vila Isabel   | 139,3  |                                | [ 3 ] [ 4 ] |
| 3º        | Fidalgos e Aristocratas | 139    |                                | [ 3 ] [ 4 ] |
| 4º        | Realeza                 | 138,8  |                                | [ 3 ] [ 4 ] |
| 5º        | Praiana                 | 138,5  |                                | [ 3 ] [ 4 ] |
| 6º        | Unidos da Vila Mapa     | 138,3  |                                | [ 3 ] [ 4 ] |
| 7º        | Copacabana              | 137,7  |                                | [ 3 ] [ 4 ] |
| 8º        | União da Tinga          | 136,6  |                                | [ 3 ] [ 4 ] |